# كابروني كا.133
كابروني كا.133 (بالإنجليزية: Caproni Ca.133)‏ هي طائرةٌ إيطاليَّة، صنعتها شركة كابروني للطائرات، وكان أول تحليقٍ لها في 1934.